# Chloroselas azurea
Chloroselas azurea is een vlinder uit de familie van de Lycaenidae. De wetenschappelijke naam van de soort is voor het eerst gepubliceerd in 1899 door Arthur Gardiner Butler.

## Verspreiding
De soort komt voor in de droge savannen van Kenia en Tanzania.

## Waardplanten
De rups leeft op Acacia zanzibarica (Fabaceae).